# Ständehaus Görlitz
Das Ständehaus in Görlitz war der Versammlungsort für die Landstände der Preußischen Oberlausitz. Der dreigeschossige, kastellartige Bau wurde 1854 eingeweiht und dient seit dem Jahr 2000 als Alten- und Pflegeheim.

## Lage
Das Ständehaus befindet sich in der Innenstadt. Nördlich und nordöstlich umschließen  den Bau eine Grünanlage und der benachbarte Stadtpark. Entlang der Ostseite, auf der sich auch das Eingangsportal befindet, mündet die Straße Am Stadtpark von der Grenzübergangsstelle kommend auf die Dr.-Kahlbaum-Allee ein. Reichlich zwei Jahrzehnte nach dem Bau des Ständehauses entstand östlich von ihm die Reichenberger Brücke über die Lausitzer Neiße und damit eine Hauptverkehrsachse in die damalige Oststadt von Görlitz.

## Geschichte

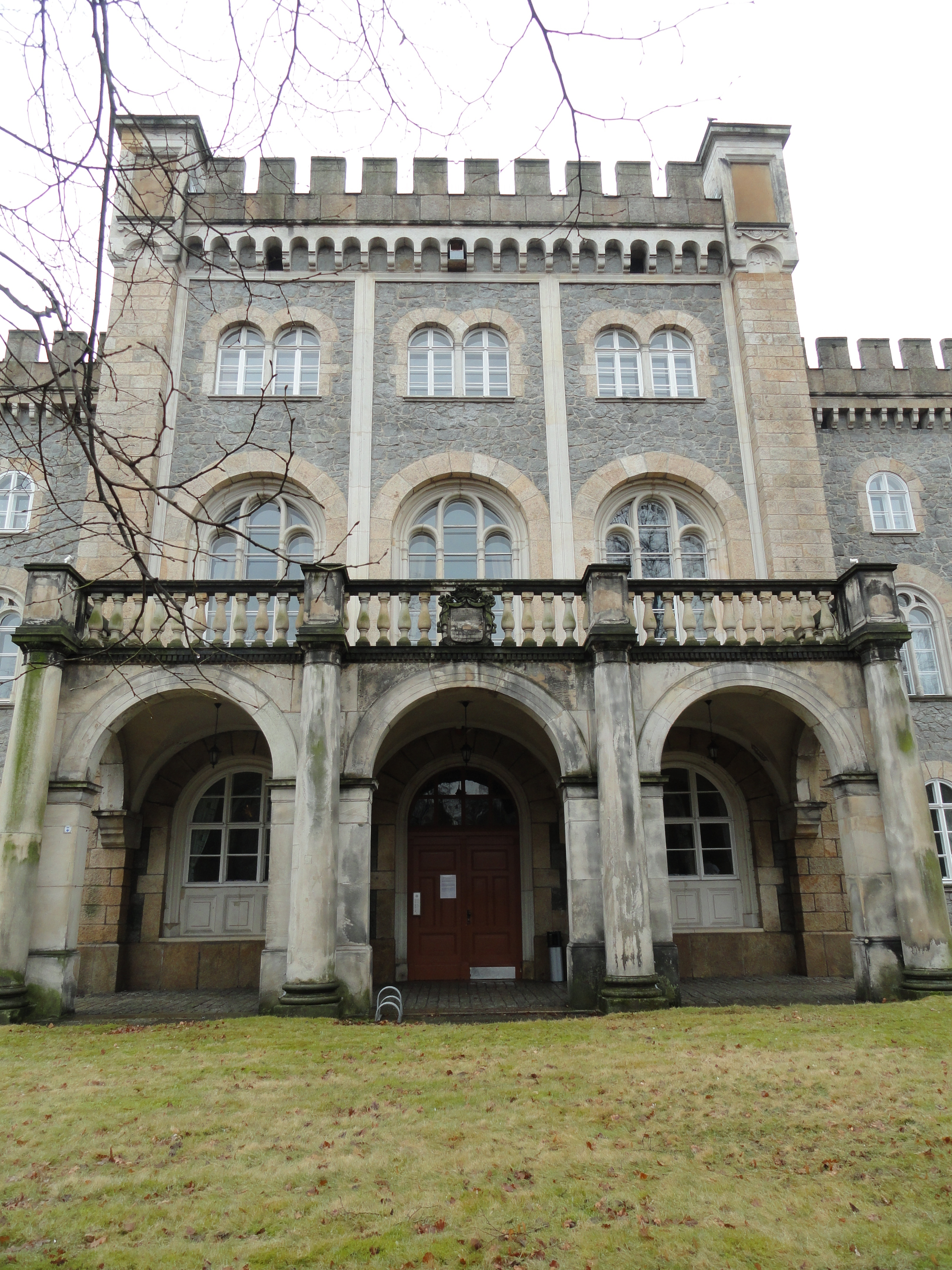
Eingangsportal des Ständehauses

Die Oberlausitzer Landstände, also Standesherrschaften, Landadel, geistliche Institutionen und Vertreter der Sechsstädte, trafen sich bis zur Abspaltung der östlichen Oberlausitz 1815 infolge des Wiener Kongresses in der Bautzner Ortenburg. Die Landstände des Markgraftums Oberlausitz wurden infolge des Wiener Kongresses in zwei Teile gespalten, in die bei Sachsen verbliebenen Oberlausitzer Stände und die der preußischen Oberlausitz. Die Landstände des Preußischen Markgrafentums Oberlausitz benötigten somit auch einen neuen Versammlungsort.
Am 19. September 1854 wurde das Ständehaus feierlich eingeweiht. Der Bau weist durch die verwendeten großen Granitblöcke und die Zinnen starke Parallelen zur Jägerkaserne auf. Beim Bau wurden Bruchsteinbrocken der abgetragenen Görlitzer Stadtmauer wiederverwendet. Der Architekt war Carl Ferdinand Busse. In der Mitte der steinernen Brüstung des Balkons über dem Eingangsportal befindet sich das steinerne Wappen der Oberlausitz. In dem mittleren hervorspringenden Gebäudeteil mit den großen Fensteröffnungen befand sich der Festsaal. Er wurde kurz nach 1900 im Jugendstil umgestaltet. Zwischen 1999 und 2000 wurde das Ständehaus denkmalgerecht saniert und ein Anbau realisiert. Seit der Einweihung am 20. August 2000 dient der Bau als Alten- und Pflegeheim.
Nach der Auflösung der Landstände 1940 diente das Ständehaus den unterschiedlichsten Zwecken. Bereits seit dem 8. Juli 1937 ging der Sender Görlitz als Außenstelle des Reichssenders Breslau mit seinen Studios im Ständehaus in Betrieb. Er diente bis zum Kriegsende auch militärischen Zwecken. Im Jahr 1941 fand im Ständehaus die nationalsozialistische Propagandaausstellung Entartete Kunst statt. Ein Jahr zuvor waren Bilder des Görlitzer Malers Otto Engelhardt-Kyffhäuser unter dem Titel Der große Treck ausgestellt.
Den Zweiten Weltkrieg überstand das Gebäude im Gegensatz zu seinem südlichen Nachbargebäude ohne schwerwiegende Schäden. Die benachbarte Villa war Sitz der Kreisbauernschaft und wurde während des Krieges komplett zerstört. Nach dem Kriegsende war das Ständehaus unter anderem Sitz der sowjetischen Stadtkommandantur, der Sozialversicherung, der Deutschen Grenzpolizei, der Kreisleitung der SED sowie des Militärs.